# Robāţ-e Qareh Bīl
Robāţ-e Qareh Bīl (persiska: رباط قره بیل) är en ort i Iran.   Den ligger i provinsen Nordkhorasan, i den nordöstra delen av landet, 500 km öster om huvudstaden Teheran. Robāţ-e Qareh Bīl ligger 1 293 meter över havet och antalet invånare är 788.
Terrängen runt Robāţ-e Qareh Bīl är kuperad västerut, men österut är den platt. Robāţ-e Qareh Bīl ligger nere i en dal som går i öst-västlig riktning.Runt Robāţ-e Qareh Bīl är det ganska glesbefolkat, med 27 invånare per kvadratkilometer. Närmaste större samhälle är Kāstān, 15,7 km norr om Robāţ-e Qareh Bīl. Omgivningarna runt Robāţ-e Qareh Bīl är i huvudsak ett öppet busklandskap.